# Dichapetalum integripetalum
Dichapetalum integripetalum är en tvåhjärtbladig växtart som beskrevs av Adolf Engler. Dichapetalum integripetalum ingår i släktet Dichapetalum och familjen Dichapetalaceae. Inga underarter finns listade i Catalogue of Life.